# Scolepis cirratulus
Scolepis cirratulus är en ringmaskart som först beskrevs av Delle Chiaje 1828.  Scolepis cirratulus ingår i släktet Scolepis och familjen Spionidae. Inga underarter finns listade i Catalogue of Life.